# درجه صفر نوشتار
درجهٔ صفر نوشتار (به فرانسوی: Le degré zéro de l'écriture) و (به انگلیسی: Writing Degree Zero) کتابی در زمینه نقد ادبی نوشتهٔ رولان بارت است. این کتاب برای نخستین بار در سال ۱۹۵۳ میلادی منتشر شده است ولی بخش‌های نخست آن در سال ۱۹۴۷ میلادی در نشریهٔ کُمبه (به فرانسوی: Combat)، همزمان با انتشار «ادبیات چیست؟» نوشتهٔ ژان پل سارتر به چاپ رسیده بود. درجه صفر نوشتار اولین کتاب وی به شمار می‌رود. بارت در مقدمهٔ کتابش می‌نویسد: «چیزی بیش از یک مقدمه برای تاریخ نوشتن به نظر نمی‌رسد.»
این کتاب را شیرین‌دخت دقیقیان به فارسی ترجمه کرده است و توسط نشر هرمس منتشر شده است.

## ساختار
درجه صفر نوشتار به دو بخش با پیش‌گفتار مستقل تقسیم شده است. قسمت اول شامل چهار مقاله کوتاه است که بارت مفهوم نوشتن را از دید سبک و زبان، متمایز می‌کند. در قسمت دوم، حالت‌های مختلف نوشتن مدرن بررسی می‌شود.
در این کتاب موضوع اصلی همان پرسش سارتر است که در عنوان کتابش بازتاب یافته است. عنوان فصل نخست کتاب سارتر «نوشتن چیست» است و عنوان فصل اول درجهٔ صفر نوشتار «اسلوب نوشتار چیست؟» است. بارت در سراسر کتاب هیچ نامی از کتاب سارتر نمی‌برد ولی بررسی این دو کتاب پیوند تنگاتنگی را نشان می‌دهد. بارت در این کتاب ۱۰۹ صفحه‌ای همان‌طور که در عنوان فصل اول کتاب آمده است در مورد اسلوب نوشتار در شرایط و با ویژگی‌های مختلف، از نوشتارهای سیاسی گرفته تا اسلوب نوشتار و رمان؛ توضیح می‌دهد. تا جایی که در صفحهٔ ۶۴ کتاب این عنوان را مطرح می‌کند که «آیا اسلوب نوشتار شاعرانه وجود دارد؟»
تمامی نمونه‌هایی که بارت در کتاب به آنها اشاره دارد برگرفته از ادبیات اروپا و آمریکا است.
بارت در آغاز بخش دوم کتاب از پیروزی و شکست نوشتار سرمایه‌داری سخن می‌گوید. اینکه انقلاب چه تأثیری بر نوشتار بورژوازی و پیشابورژوازی گذاشته و آنچه که بر این جریان‌ها گذشت. کتاب با بررسی نوشتار و انقلاب، نوشتار و سکوت، نوشتار و گفتار، و در نهایت آرمانشهر زبان ادامه می‌یابد.